# Jingle Bells

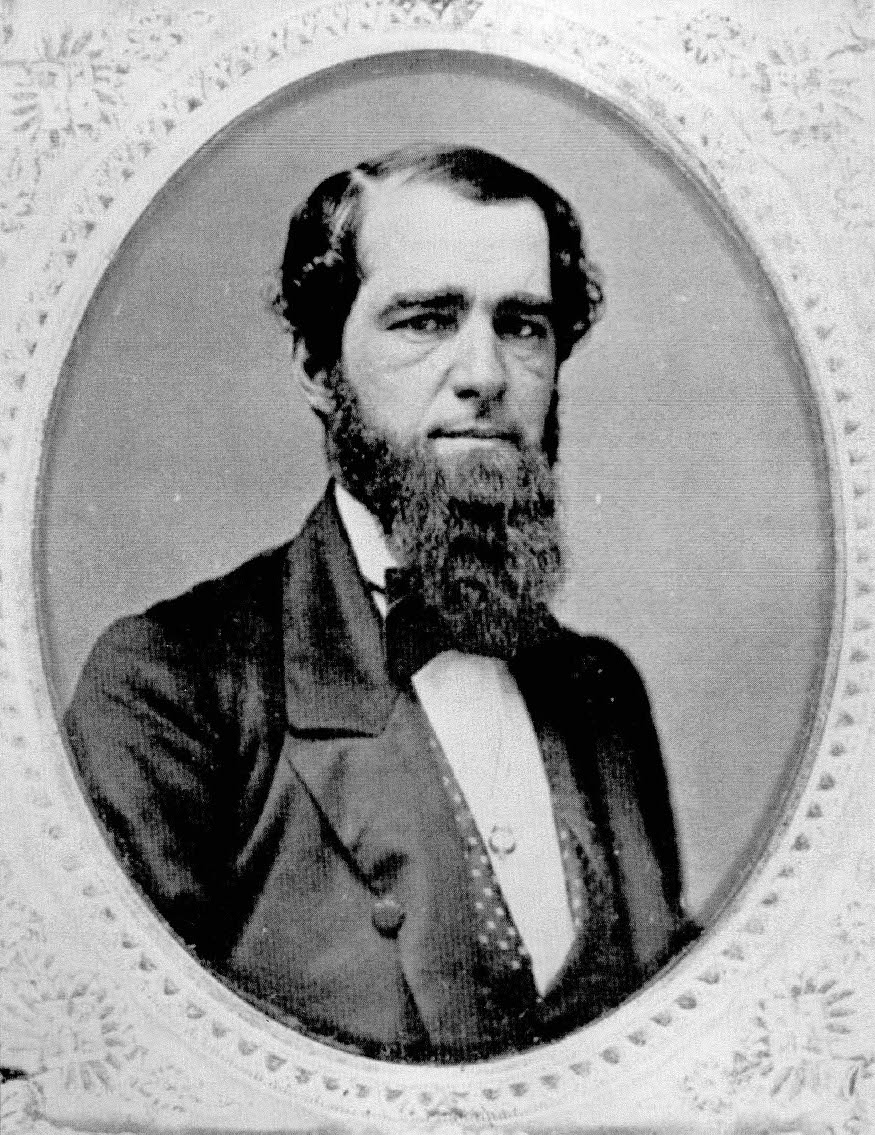
James Pierpont

Jingle Bells, oorspronkelijk getiteld One Horse Open Sleigh, is een van de bekendste niet-religieuze kerstliederen ter wereld. Het werd geschreven in 1857 door de Amerikaan James Pierpont (1822-1893) voor het Thanksgiving-feest in de kerk van Savannah, Georgia. Het lied sloeg direct aan, en werd zodoende met Kerstmis herhaald.

## Tekst
Het eerste vers en het refrein zijn de meest gezongen (en onthouden) delen van "Jingle Bells":
Dashing through the snow
In a one horse open sleigh
O'er the fields we go
Laughing all the way
Bells on bob tail ring (of Hear our voices ring)
Making spirits bright
What fun it is to laugh and sing (of What fun it is to ride and sing)
A sleighing song tonight
(refrein)
Jingle bells, jingle bells,
Jingle all the way;
Oh! what fun [joy] it is to ride
In a one-horse open sleigh.